# Île de Barreta
L'île de Barreta (portugais : Ilha da Barretta) est une île de l'Algarve, au Portugal.
Barreta est également connue sous le nom de Deserta, île déserte ou île de Santa Maria Cape. Elle est l'une des îles les plus isolées de l'Algarve.  Dans cette île se trouve le point le plus au sud du Portugal continental : le cap Santa Maria.
Une ligne de ferry publique dessert l'île tous les jours, tout au long de l'année.
Une plage de l'île est fréquentée par les naturistes. 